# Spirituali militum curae
Spirituali militum curae è una costituzione apostolica di papa Giovanni Paolo II del 21 aprile 1986. Con questo documento il pontefice emanò nuove disposizioni relative agli ordinariati militari in sostituzione della precedente normativa contenuta nell'istruzione Solemne semper della Congregazione Concistoriale del 23 aprile 1951 e in alcuni documenti successivi.

## Contenuto
La Spirituali militum curae comprende un prologo, 14 articoli, alcuni costituiti da più commi, e una conclusione.
Articolo 1
Ogni ordinariato militare, che può essere chiamato anche "ordinariato castrense", è una particolare circoscrizione ecclesiastica, assimilata ad una diocesi, ma retta da propri statuti, stabiliti dalla Santa Sede; gli statuti devono tener conto di eventuali accordi, convenzioni o concordati stipulati tra la Santa Sede e i singoli Stati.
Articolo 2
Ogni ordinariato militare è retto da un Ordinario, normalmente un vescovo, che ha i medesimi diritti e doveri di un vescovo diocesano; l'Ordinario militare è nominato dal Papa e deve di norma essere libero da ogni altro incarico inerente alla cura pastorale dei fedeli.
Articolo 3
L'Ordinario militare è membro di diritto della conferenza episcopale della nazione dove ha sede l'ordinariato militare.
Articolo 4
Questo articolo definisce la giurisdizione dell'Ordinario militare, che è:
- personale; l'Ordinario militare esercita la sua giurisdizione non su un territorio definito e delimitato, come nel caso delle diocesi, ma sulle persone che fanno parte dell'ordinariato, ovunque si trovino (anche in eventuali basi militari all'estero);
- ordinaria; l'Ordinario militare esercita la sua giurisdizione in forza dell'ufficio proprio che ha ricevuto, equiparato a quello dei vescovi;
- propria ma cumulativa; la giurisdizione dell'Ordinario militare è piena e sovrana[5], ma è detta cumulativa; infatti i militari, giuridicamente, fanno parte dell'Ordinariato militare, ma anche delle rispettive diocesi di provenienza o di residenza.[6]

Articolo 5
Tutti i luoghi e le caserme dove vivono ed operano i militari, anche all'estero, fanno parte dell'ordinariato militare; tuttavia, in assenza dell'Ordinario militare e dei suoi cappellani, questi luoghi sono sottomessi alla giurisdizione del vescovo diocesano locale.
Articolo 6
Fanno parte dell'ordinariato militare tutti i sacerdoti, secolari o religiosi, che hanno ottenuto il permesso dai rispettivi superiori per svolgere il loro servizio presso le forze armate. L'ordinariato militare può avere un seminario proprio per la formazione di sacerdoti. A norma del diritto, ogni ordinariato deve avere il consiglio presbiterale.
Articolo 7
I sacerdoti che, nell'ordinariato militare, sono nominati cappellani, hanno gli stessi diritti e doveri dei parroci; la loro giurisdizione è tuttavia cumulativa con quella dei parroci diocesani locali.
Articolo 8
Spetta all'Ordinario militare fare in modo che i religiosi che lavorano a servizio dell'ordinariato, mantengano i rapporti con le rispettive congregazioni o istituti religiosi di provenienza.
Articolo 9
L'Ordinario militare e i suoi preti devono prendersi cura in modo particolare dei laici che fanno parte dell'ordinariato, promuovendone il loro ruolo attivo nell'evangelizzazione del mondo militare.
Articolo 10
Oltre ai militari, fanno parte dell'ordinariato: i membri delle loro famiglie, se abitano con loro; tutti coloro che lavorano per le forze armate; coloro che frequentano le scuole militari; i degenti e coloro che lavorano negli ospedali militari; tutte le persone che operano nelle strutture per veterani militari.
Articolo 11
L'Ordinario militare dipende dalla Congregazione per i vescovi oppure, nei Paesi di missione, dalla Congregazione per l'evangelizzazione dei popoli.
Articolo 12
È fatto obbligo agli Ordinari militari di presentare alla Santa Sede ogni cinque anni un rapporto sullo stato dell'ordinariato militare, e di fare la visita ad limina a norma del diritto.
Articolo 13
Questo articolo stabilisce alcuni punti da prendere in considerazione nella stesura degli statuti propri degli ordinariati militari, e cioè: «il luogo della chiesa dell'ordinariato, la composizione della curia, la condizione ecclesiastica dell'ordinario e del resto del clero, il modo di provvedere in caso di sede vacante, i libri di registro e tutto ciò che riguarda il consiglio pastorale».
Articolo 14
L'ultimo articolo specifica la normativa sui tribunali di competenza nelle cause giudiziali che coinvolgono i fedeli dell'ordinariato militare.
Nelle conclusioni, fu stabilito che entro un anno dalla promulgazione della costituzione apostolica gli ordinariati militari già esistenti dovevano far approvare dalla Santa Sede i propri statuti.